# Passalora chaetomium
Passalora chaetomium är en svampart som först beskrevs av Mordecai Cubitt Cooke, och fick sitt nu gällande namn av Arx 1983. Passalora chaetomium ingår i släktet Passalora och familjen Mycosphaerellaceae.   Inga underarter finns listade i Catalogue of Life.